# 132
Cette page concerne l'année 132  du calendrier julien. Pour l'année 132 av. J.-C., voir 132 av. J.-C. Pour le nombre 132, voir 132 (nombre).
L'année 132 est une année bissextile qui commence un lundi.

## Événements
- Printemps : Hadrien dédicace le sanctuaire de l'Olympiéion à Athènes, et peut-être aussi institue le Panhellénion, nouvelle ligue des cités grecques vouée au culte de l'Empereur[1].
- Mars-avril : début, en Judée, de la révolte de Bar Kokhba (ou Bar Kokheba, "le fils de l'étoile") qui va durer trois ans[1]. 
  - Les Juifs chrétiens refusent de se joindre aux révoltés[2]. Ils sont traités avec mépris et sévérité. Cette révolte représente la rupture définitive des deux communautés.
  - La Xe légion doit évacuer Jérusalem et se replier sur Césarée. Les Juifs entrent dans la ville et réinstaurent le système des sacrifices. Ils frappent des pièces de monnaie pour célébrer cette libération[3]. La XXIIe légion, qui se serait avancée à l’intérieur du pays depuis l’Égypte, aurait été anéantie pendant cette guerre[4].
- Mai (date probable) : Hadrien apprend la nouvelle de la révolte de Bar Kokhba[1].
- Été : Hadrien se rend quelque temps en Judée pour superviser les opérations militaires, puis retourne dans les Balkans. Il somme le gouverneur de Bretagne Julius Severus de prendre en charge la guerre. En Judée, le légat Tinneius Rufus recourt à des atrocités pour terrifier les Juifs et les amener à se rendre[1].

- Invention du premier sismoscope par Zhang Heng[5].

## Naissances en 132
- Han Huandi, empereur de Chine.

## Décès en 132
- Pharasman II d'Ibérie.